# آيتمي ديكسون
آيتمي ديكسون (بالإنجليزية: Itimi Dickson) (14 نوفمبر 1983 بلاغوس في نيجيريا - ) هو لاعب كرة قدم نيجيري في مركز الوسط. شارك مع منتخب سنغافورة لكرة القدم. أما مع النوادي، فقد لعب مع نادي غيلانغ إنترناشونال ونادي هوم يونايتد ووودلاندز ويلينغتون ويانج لايونز وPersidafon Dafonsoro ‏ وJurong FC ‏ وبيرسيتارا جاكرتا أوتارا ‏.

## وصلات خارجية
- آيتمي ديكسون على موقع قاعدة بيانات كرة القدم.إي يو (الإنجليزية)
- آيتمي ديكسون على موقع ناشيونال فوتبول تيمز (الإنجليزية)
- آيتمي ديكسون على موقع Soccerway.com (الإنجليزية)